# 道の駅西条のん太の酒蔵
道の駅西条のん太の酒蔵（みちのえき さいじょうのんたのさかぐら）は、広島県東広島市にある国道2号の道の駅である。名前の由来は、東広島市の観光マスコット「のん太」と名産の西条酒の酒蔵から。
市と国が約32億円をかけて整備をおこなった。初期投資の大きさのため、初年度となる2022年度の決算は赤字となった。

## 歴史
- 2022年（令和4年）
  - 2月9日 - 国土交通省より道の駅第56回登録において、「道の駅西条のん太の酒蔵」として登録[1]。
  - 7月12日 - プレオープンし、記念式典で東広島市長の高垣広徳らがテープカットをおこなった[5]。
  - 7月15日 - 開駅[2]。指定管理者は第一ビルサービス[6]。
- 2023年11月1日 - 施設内のコンビニエンスストアが24時間営業の無人店舗となる（道の駅としては全国初）[7]。

## 迷惑行為問題
施設内や周辺での車両の爆音などに対する周辺住民からの苦情が、開場から2024年10月までに91件（うち騒音関係が65件）、東広島市や国土交通省広島国道事務所に寄せられた。東広島市・広島国道事務所と指定管理者は対策として、2025年1月に22時以降の全照明消灯や、警告看板・減速バンプの設置を実施した。この背景として、防災拠点として広い敷地を持つ事情（集まりやすい構造）も指摘されている。

## 施設
面積約34,900㎡。非常用電源や貯水槽、備蓄倉庫を備える防災道の駅でもある。
- 駐車場 219台
- トイレ 56器
- 情報提供施設
- ベビーコーナー
- 非常用電源
- 備蓄倉庫
- 貯水槽
- 公衆電話
- 公衆無線LAN
- 物販施設
- 飲食施設
- キッズスペース
- 広場
- 多目的展示室
- シャワー施設
- ドッグラン
- EV充電施設

## アクセス
- 国道2号（西条バイパス）[13] - 登録路線
  - 三原方面 - 上三永IC（東広島呉自動車道） - 御薗宇（国道375号 御薗宇バイパス 山陽自動車道西条IC方面 / 黒瀬町方面） -  道の駅西条のん太の酒蔵（東広島市西条町寺家） - 八本松西IC（山陽自動車道志和IC方面） - 安芸バイパス - 広島方面

## 周辺
- 寺家産業団地